# Kirchberg am Walde
Kirchberg am Walde è un comune austriaco di 1 364 abitanti nel distretto di Gmünd, in Bassa Austria; ha lo status di comune mercato (Marktgemeinde). Nel 1985 da Kirchberg am Walde è stata scorporata la località di Hirschbach, eretta in comune autonomo.